# Meike Entenmann
Meike Entenmann (* 1975 in Böblingen) ist eine deutsche Bildhauerin, Malerin, Objektkünstlerin und Grafikerin. Sie lebt und arbeitet in Köln.

## Werk
Während ihres Studiums beschäftigte sich Meike Entenmann vor allem mit den klassischen Materialien der Bildhauerei. In ihrem weiteren künstlerischen Schaffen arbeitete sie statt mit Stein und Holz vorwiegend mit Stickgarnen, Papieren und Polyesterharzen. Ihre heutigen Werke zeichnen sich durch eine hohe Leichtigkeit aus, indem sie feine rote Stickereien auf Tapete und transparentes Polyesterharz überträgt. Es entstehen Objekte, Wandarbeiten und Installationen, bei denen der dreidimensionale Denk- und Formansatz der Bildhauerei erhalten geblieben ist.

## Ausbildung und Preise
- 1996–2000 Alanus Hochschule für Kunst und Gesellschaft, Alfter/Bonn, bei Andreas Kienlin und Lars Ulrich Schnackenberg. Abschluss als Diplombildhauerin.
- Young Art Award < 33, 2005/6 / Förderpreis Art Forum Ute Barth, Zürich
- 2009 Förderpreis Kunstforum Löwenhof (Publikumspreis), Frankfurt a. M.

## Ausstellungen
- 2004 Kunstforum Mainturm, Flörsheim (Solo Show)
- 2006 Young Art Award < 33, Art Forum Ute Barth, Zürich
- 2008 Art Chicago, Installation (Booth 12-240), Chicago MA USA
- 2009 Ausstellung zum Löwenhof-Förderpreis 09, Frankfurt
- 2009 Grosse Kunstausstellung 2009. Kunsthalle Villa Kobe, Halle (Saale)
- 2009 Summer Time Colour Time. Art Forum Ute Barth, Zürich
- 2011 Sketchbook Project, Brooklyn Art Library, New York USA
- 2010 Solo Show zur Saisoneröffnung der Zürcher Galerien, Art Forum Ute Barth, Zürich[1]
- 2011 10 Jahre Kunstforum Mainturm, Flörsheim a. M.
- 2012 Kunstverein Linz a.R.
- 2012 Art Miami, Art Forum Ute Barth Zürich
- 2013 Kunstverein Bochumer Kulturrat, Bochum
- 2015 ZweiRaum, Galerie Judith Andreae, Bonn
- 2015 Best off…20 ! Jahre Art Forum Ute Barth, Zürich
- 2015 Rheinschiene-Linz. 5 Jahre Kunstverein. Kunstverein Linz a.R.

## Pressestimmen
- Miesbacher Merkur. Eine Brücke zur Kunst geschlagen. 16. Oktober 2001
- Main-Taunus-Kurrier. Kunstobjekte im Mainturm. 3. April 2004
- Main-Spitze. Ein Gugelhupf und das Universum. 3. April 2004
- Frankfurter Rundschau. Die ganze Welt ein Gugelhupf. 7. April 2004
- Flörsheimer Zeitung. Entrez messieursdames Sachenfinder. 8. April 2004
- NZZ – Neue Zürcher Zeitung Ticket. The very young. Nr. 35/06 2006
- NZZ – Neue Zürcher Zeitung. Die grösste Kunstausstellung der Stadt Zürich – Junge Hoffnungen. 26. August 2006
- Vernissage Galerien. Grenzüberschreitungen. Vernissage Galerien. Deutschland, Österreich, Schweiz. Künstler und Ausstellungen in Galerien Herbst/Winter 2006/2007
- Dürener Nachrichten. Kunstwerke mit rotem Faden. 26. Januar 2007
- Rüsselsheimer Echo. Umsichtig wenden. 26. Februar 2007
- Main-Spitze. Erinnerung an fünf Jahre. 26. Februar 2007
- Höchster Kreisblatt. Performance als Hommage an die Liebe. 26. Februar 2007
- Aachener Zeitung. Keks mit rotem Kreuz auf dem Bauch. 2. März 2007
- Kölnische Rundschau. Kunst, die am roten Faden hängt. 13. März 2010